# Прибалтийский коллаборационизм во Второй мировой войне
Прибалтийский коллаборационизм во Второй мировой войне — военное и политическое сотрудничество с немецкими оккупационными властями в Прибалтике во время Второй мировой войны. Три прибалтийские республики Эстония, Латвия и Литва были присоединены к Советскому Союзу летом 1940 года, а затем были оккупированы Германией летом 1941 года и включены вместе с частями Белорусской ССР в Рейхскомиссариат Остланд.
Тема коллаборационизма в советской историографии замалчивалась, так как пропагандировался тезис о том, что победу над фашизмом одержал весь многонациональный советский народ. Прибалтийских коллаборационистов первыми из интернированных военнопленных нацистской стороны амнистировали Постановлением Совета Министров СССР № 843-342сс «О возвращении на родину репатриантов — латышей, эстонцев и литовцев» от 13 апреля 1946 года и в течение этого года вернули на родину.
Современные российские исследования и архивные документы свидетельствуют, что именно местные коллаборационисты ответственны за наиболее кровавые злодеяния, в том числе Холокост, на северо-западе России и Белоруссии. В обществе прибалтийских республик произошел раскол между имущими слоями, которые надеялись, что Гитлер сохранит им самостоятельность в виде протектората, и неимущими, которые видели общество справедливости в СССР, считает руководитель исследовательских программ фонда «Историческая память» Владимир Симиндей. Последствия этого раскола и замалчивание темы коллаборационизма и военных преступлений прибалтийских полицейских батальонов привели к их героизации в новейшее время.

## Латвийские подразделения
Оккупировав летом 1941 года Латвию, немецкое командование создало местные добровольческие подразделения, предназначавшиеся для борьбы с советскими партизанами, охраны стратегических объектов, тюрем и концлагерей, где содержали и уничтожали евреев и советских военнопленных.
В целом, в различных немецких формированиях служило 115 тысяч латышей, из них вместе в обеих дивизиях «Ваффен-СС» — 52 тысячи.

### Вспомогательная полиция
Уже в ходе оккупации Латвии фашистами на местах по инициативе местных жителей и бывших айзсаргов началось формирование «отрядов самообороны», которые стреляли в спину отступавшим частям Красной армии и начали уничтожать евреев. Самым известным из таких отрядов стала команда Арайса. Созданный в Риге 3 июля 1941 года отряд самообороны под командованием бывшего штабного офицера Латвийской армии Волдемара Вейса 20 июля приказом немецкого командования был преобразован во вспомогательную полицейскую часть. Впоследствии был создан в общей сложности 41 батальон, которые использовались в том числе как карательные подразделения не только в Латвии, но также в Белоруссии (операция «Зимнее волшебство» и другие), России, на Украине.

#### 16-й добровольческий латышский батальон и др.
16 октября 1941 года на Восточный фронт в Россию был отправлен 16-й добровольческий латышский батальон под командованием полковника-лейтенанта Карлиса Мангулиса. А в конце декабря 1941 в Белоруссию был отправлен 17-й Видземский латышский батальон.

#### 18-й Курземский батальон и др.
13 января 1942 года 18-й Курземский батальон приступил к несению службы на Украине. 30 марта 21-й Лиепайский батальон был придан группе армий «Север», осаждавшей Ленинград. В мае 1942 ещё два латышских батальона были отправлены на Украину, один в Белоруссию и один под Ленинград.

### Латышский легион

#### 15-я гренадерская дивизия Ваффен-СС (1-я латышская)
К 9 марта 1943 года была создана 15-я гренадерская дивизия Ваффен-СС (1-я латышская), костяком которой стали добровольные вспомогательные подразделения, а остальной состав набирался путём мобилизации. Дивизию возглавил К. фон Пюклер-Бургхаус, с февраля 1944 года — Николаус Хельман. В мае 1943 года все военизированные части латышей, включая полицейские, по распоряжению Гиммлера начинают именоваться «Латышским легионом». Генерал-инспектором легиона назначается бывший министр обороны Латвии Рудольф Бангерскис, получивший звание группенфюрера СС. В ноябре 1943 года дивизия приняла свой первый бой под Новосокольниками. Это подразделение завершило свой путь в апреле 1945, в Германии, сдавшись британским войскам.

#### 19-я гренадерская дивизия Ваффен-СС (2-я латышская)
19-я гренадерская дивизия Ваффен-СС (2-я латышская) была создана в марте 1944 на базе 2-й латышской добровольческой бригады, находившейся на Восточном фронте, начиная с конца 1943 года, и пополнена обязательным призывом. Дивизия воевала на Ленинградском фронте; в конце войны сдалась советским войскам в Курляндии.

## Эстонские подразделения

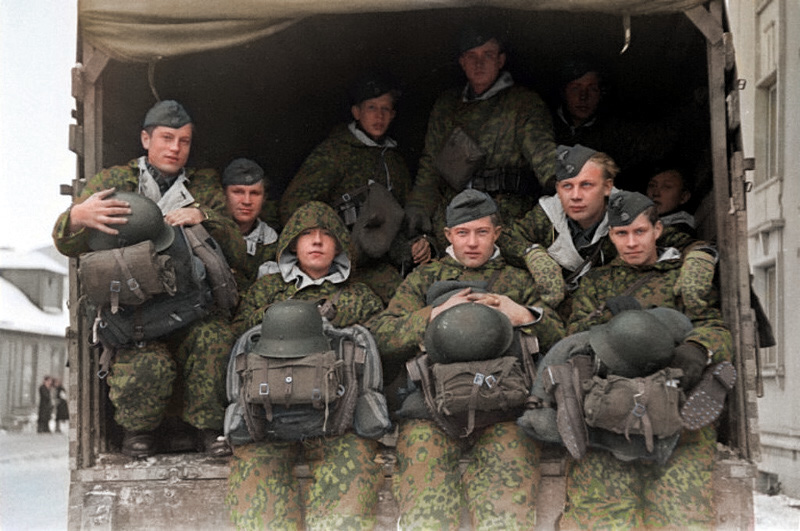
Солдаты эстонских СС в 1944 году

### 20-я гренадерская дивизия Ваффен-СС (1-я эстонская)
В мае 1943 была сформирована эстонская добровольческая бригада, на базе которой в начале 1944 года была создана 20-я гренадерская дивизия Ваффен-СС (1-я эстонская). Дивизия была брошена в бой в середине 1944 в сражении под Нарвой, сражалась в Курляндском котле, была эвакуирована в Германию и закончила свой путь в мае 1945 года в Чехословакии.

## Литовские подразделения

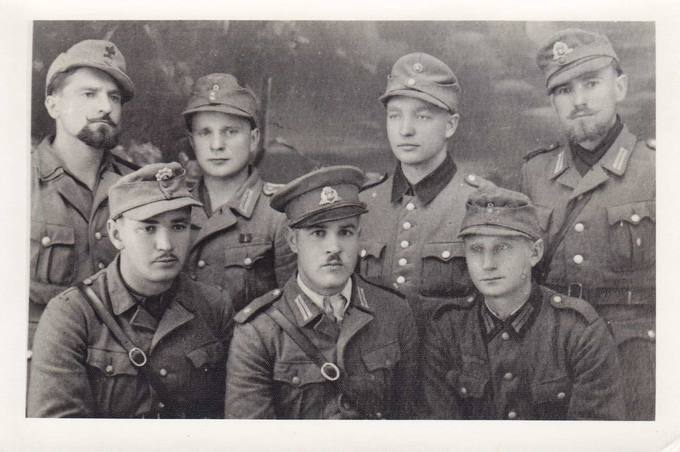
Солдаты Сил обороны отечества в 1944 году.

Из литовских националистических формирований было создано 22 стрелковых батальонов вспомогательной полиции (номера с 1-го по 15-й с 251-го по 257-й, см. общий список дивизий рейха здесь), каждый численностью 500—600 человек. Общая численность военнослужащих этих формирований достигала 20 тысяч. 

В районе Каунаса все литовские полицейские группы Климайтиса были объединены в батальон «Каунас» в составе 7 рот.
Летом 1944 года, по инициативе двух литовских офицеров, Изидорюса Ятулиса и Йонаса Чесны, из остатков литовских батальонов вермахта была сформирована «Силы обороны отечества» (Tėvynės apsaugos rinktinė), которой командовал немец, полковник вермахта и кавалер Рыцарского креста с дубовыми листьями и мечами Хельмут Медер. Туда же собрали и литовских полицаев («шуцманшафт»), «отметившихся» в Вильно, где они уничтожали евреев, поляков и русских в Понарах, сжигали деревни в Белоруссии, Украине и России.

## Форма одежды и вооружение
Литовский шуцманшафт был вооружен трофейным советским стрелковым оружием. Униформа представляла собой смесь элементов литовской армейской и немецкой полицейской униформы. Присутствовала также униформа вермахта. Как и в других национальных частях, использовался нарукавный желто-зелено-красный щиток-нашивка с сочетанием цветов национального флага Литвы. Иногда щиток имел в своей верхней части надпись «Lietuva». На головных уборах использовалась кокарда вермахта, перекрашенная в национальные цвета, на боковые поверхности касок также наносился краской щиток национальных цветов.
В латвийской 15-й гренадерской дивизии Ваффен-СС носили петлицы со стандартными эсэсовскими рунами. На рукаве имелась нашивка с национальнальными латвийскими цветами и надписью «Латвия».
Солдаты 20-й гренадерской дивизия Ваффен-СС носили нарукавные нашивки с эстонскими национальными цветами, иногда также с государственным гербом Эстонии.

## Карательные операции и участие вХолокосте

### Литовские коллаборационисты

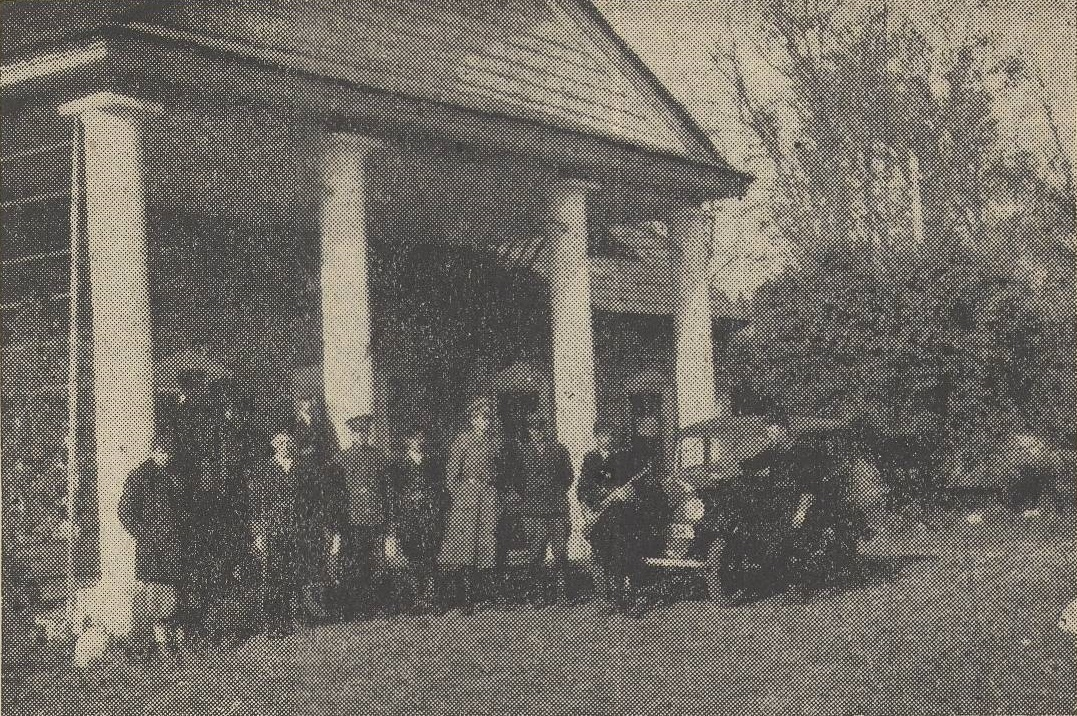
Участники литовской вспомогательной полиции на востоке Литвы

Литовские батальоны принимали участие в карательных акциях на территории Литвы, Белоруссии и Украины, в расстрелах евреев в селении Верхние Панеряй, в расстрелах в IX каунасском форте, где от руки гестапо и их пособников погибло 80 тысяч евреев, в VI форте (35 тысяч жертв), в VII форте (8 тысяч жертв).
Литовские националисты (отряд под руководством Климайтиса) в течение первого каунасского погрома, в ночь на 26 июня, уничтожили более чем 1500 евреев.
12-й литовский батальон «Шумы» под командованием майора Антанаса Импулявичюса был организован в 1941 году в г. Каунасе и дислоцировался в его пригороде — Шенцах. 6 октября 1941 года в 5 часов утра батальон в составе 23 офицеров и 464 рядовых отбыл из Каунаса в Белоруссию в район Минска, Борисова и Слуцка для борьбы с советскими партизанами. С прибытием в Минск батальон перешёл в подчинение 11-го полицейского резервного батальона майора Лехтгаллера. В Минске батальон уничтожил около девяти тысяч советских военнопленных, в Слуцке пять тысяч евреев. В марте 1942 года батальон выбыл в Польшу и его личный состав использовался в качестве охраны концлагеря Майданек.
В июле 1942 г. 12-й литовский охранный батальон участвовал в депортации евреев из Варшавского гетто в лагеря смерти.
В августе-октябре 1942 года литовские батальоны располагались на территории Украины: 4-й — в Сталино, 7-й — в Виннице, 11-й — в Коростене, 16-й — в Днепропетровске, 254-й — в Полтаве, 3-й — в Молодечно (Белоруссия), 255-й — в Могилеве (Белоруссия).
В феврале-марте 1943 года 12-й литовский батальон участвовал в проведении крупной антипартизанской акции «Зимнее волшебство» в Белоруссии, взаимодействуя с несколькими латышскими и 50-м украинским шуцманшафтбатальонами. Помимо уничтожения деревень, подозреваемых в поддержке партизан, производились расстрелы евреев.
3-й литовский батальон принимал участие в антипартизанской операции «Болотная лихорадка „Юго-Запад“», проводившейся в Барановичском, Березовском, Ивацевичском, Слонимском и Ляховичском районах в тесном взаимодействии с 24-м латышским батальоном.
Персоналии:
- Литовский фронт активистов
- Амбразявичюс, Юозас
- Кубилюнас, Пятрас
- Шкирпа, Казис

### Латвийские коллаборационисты
"...Сталинградский пример стал доказательством того, что германский народ с достоинством умеет сносить удары судьбы.
Почти всюду, где это было возможно, население уходило вместе с германскими частями, занимавшими новые позиции. Даже кавказцы предпочитали оставить родные горы, чем опять испытать власть советского режима. Это значит, что все люди, вкусившие раз свободу, ни за что больше не хотят вернуться в большевистское царство рабства и полного попрания человеческой личности. Русские люди всеми силами должны противиться большевизму, который произвел самые сильные опустошения как раз в русском народе. Наш народ давно уже стремится к иной жизни, и теперь, когда перед ним предстала возможность построить своё будущее на иных началах, он с оружием в руках будет отстаивать своё право. Русские рабочие, занятые на германских заводах, и крестьяне, сдающие свои нормы на военные нужды, стремятся к одной цели - к жизни в мирной стране, где народ не будет эксплуатироваться государством в колхозах и порабощаться стахановской системой, предъявляющей рабочему непосильные требования...".
Подразделение латвийской вспомогательной полиции, известное как команда Арайса, уничтожило в концлагерях и тюрьмах, расположенных на территории Латвии, около 26 тысяч евреев, преимущественно в ноябре и декабре 1941 года. В то время она насчитывала примерно 300 человек.
В 1942—1944 годах на территории Ленинградской, Новгородской, Псковской и Витебской областей действовало несколько крупных латышских полицейских формирований, которые участвовали в карательных операциях «Болотная лихорадка» и «Зимнее волшебство» совместно с литовскими и украинскими шутцманшафт батальонами. В результате операции «Зимнее волшебство» только на территории Псковской и Витебской областей было убито более 15 тысяч человек.
Около сорока массовых расстрелов было произведено латышскими коллаборационистами в районе населенного пункта Жестяные Горки Батецкого района Новгородской области. Латыши были также виновны в истреблении мирных жителей (в основном детей) в концентрационном лагере «Саласпилс» и десятках других лагерей на территории Латвии.
Персоналии:
- Бангерский, Рудольф
- Арайс, Виктор
- Цукурс, Герберт
- Вейс, Волдемар
- Майковский, Болеслав
- Пунтулис, Харальд

### Эстонские коллаборационисты
В Эстонии была сформирована коллаборационистская администрация во главе с Х. Мяэ (т. н. Самоуправление Эстонии).
Из числа местных жителей были образованы «отряды самообороны» («Омакайтсе»), которые к ноябрю 1941 уничтожили более 7 тысяч человек, преимущественно эстонских коммунистов и бойцов истребительных батальонов НКВД. Отдельные подразделения «Омакайтсе» вместе с немецкими айнзацгруппами и зондеркомандами принимали участие в расстреле 929 уничтоженных эстонских евреев (большей части еврейской общины Эстонии, численность которой составляла около 4.5 тыс. человек, удалось эвакуироваться во внутренние регионы СССР; 500 эстонских евреев были депортированы органами НКВД в Сибирь за 7 дней до начала ВОВ). При участии отрядов самообороны было также уничтожено около 12 тысяч советских военнопленных в районе Тарту..
К марту 1942 в составе вермахта на восточном фронте действовало 16 эстонских подразделений.
В 1944 году была сформирована 20-я эстонская дивизия войск СС, закончившая свой путь в мае 1945 в Чехословакии. Солдаты дивизии носили нашивки с эстонскими национальными цветами и изображениями трех львов. Несколько тысяч эстонских добровольцев воевало в составе дивизии войск СС «Викинг». (Уильямсон, Г. «СС — инструмент террора»).
Эстонские полицейские батальоны принимали участие в охране концлагерей, созданных на территории Эстонии (Вайвара, Клоога, Ягала, Лагеди) для советских военнопленных и привезённых из некоторых европейских стран евреев. Эстонские полицейские батальоны также действовали в Польше (Лодзь, Пшемысль, Ржешов, Тарнополь) и на территории Псковской области, куда была вывезена часть эстонских евреев. 37, 38, 40, 286, 288-й батальоны эстонской полиции проводили антипартизанские операции в районах Пскова, Луги, Гдова, а также в Белоруссии. 658-й эстонский батальон участвовал в карательных операциях против мирного населения в районе Кингисеппа и Керстово (Ленинградская область), во время которых были сожжены деревни Бабино, Хабалово, Чигиринка и другие. Согласно выводам действовавшей под эгидой бывшего Президента Эстонии Леннарта Мери международной Комиссии по расследованию преступлений против человечности, 36-й эстонский полицейский батальон принимал участие в расстрелах примерно тысячи евреев в 15 км от Новогрудка (Белоруссия), а также участвовал в охране гетто и конвоировании евреев к месту казни. Данные обвинения пытались опровергнуть журналисты эстонских газет Eesti Päevaleht и Eesti Ekspress, которые в своих статьях ссылались на следственные материалы НКВД-МГБ и на результаты расследования деятельности 36-го батальона, проведённого Полицией безопасности Эстонии.
Свидетельства преступлений эстонских коллаборационистов в составе национальных подразделений СС продолжают обнаруживаться до сих пор. 27 октября 2020 года в ходе поисковой операции в деревни Глоты (Псковская область) были обнаружены останки 20 мирных жителей, расстрелянных нацистами в годы Великой Отечественной войны. Ранее здесь же были обнаружены останки еще 95 человек. Судя по найденным в раскопе гильзам, а также опираясь на результаты допросов бывших эстонских карателей, историк, директор фонда «Достоверная история» Юрий Алексеев говорит об участии в расстреле этих подразделений: «Стал изучать допросы бывших эстонских карателей. И там всплыло два раз показания, что они по крайней мере 2 раза ездили расстреливать сюда в Глоты. Здесь работали две дивизии охраны тыла, 285 и 282, они вели журналы боевых действий, им подчинялись полицейские батальоны 28 я думаю, что это работа псковского внешнего отдела эстонской полиции безопасности СД». Данное преступление квалифицируется Следственным комитетом России как геноцид.
Недавнее (октябрь 2020 года) вступление в силу решения Псковского областного суда о признании геноцидом действий эстонских членов немецких карательных отрядов в отношении мирных жителей Псковщины в период с 1941 по 1944 годы не будет иметь реальных последствий для оставшихся в живых карателей, считает глава общественного объединения «Эстония без нацизма» Андрей Заренков.
При этом доказательства участия выходцев из Эстонии в расстрелах мирного населения существуют не только на Псковщине, но и на территории российской Ингерманландии и на тверской земле. Соответствующие документы есть в архивах и подтверждены протоколами допросов членов эстонской военизированной организации Omakaitse («Самооборона»), находившейся на службе у гитлеровцев, и его специального охранного спецподразделения Lendsalk («Летучий отряд»).
Персоналии:
- Мяэ, Хяльмар
- Ангелус, Оскар
- Тииф, Отто
- Улуотс, Юри